# Yukie Nakama
Yukie Nakama (jap. 仲間 由紀恵 Nakama Yukie; ur. 30 października 1979 w Urasoe) – japońska aktorka i piosenkarka. Najbardziej znana z roli Sadako Yamamury w filmie „The Ring: Krąg – Narodziny”.

## Filmografia

### Dramy
- Aibou 16 (TV Asahi 2017/2018)
- Ashita no Yakusoku (Fuji TV 2017)
- Soshite, Dare mo Inaku Natta (TV Asahi 2017)
- Kizoku Tantei (Fuji TV 2017)
- Rakuen (Wowow 2017)
- Aibou 15 (TV Asahi 2016)
- Bijou to Danshi (NHK 2015)
- Sakura ~ Jiken o Kiku Onna (TBS 2014)
- Mori Mitsuko wo Ikita Onna (Fuji TV 2014)
- Hanako to An (NHK 2014)
- Jinsei ga Tokimeku Katazuke no Maho (NTV 2013)
- Keibuho Yabe Kenzo 2 (TV Asahi 2013)
- Honey Trap (Fuji TV 2013)
- Shima no Sensei (NHK 2013)
- Jouiuchi Hairyoutsumashimatsu (TV Asahi 2013)
- Saki (Fuji TV 2013)
- Akujo no Mesu Episode 2 (Fuji TV 2012)
- Ghost Mama Sousasen (NTV 2012)
- Yonimo Kimyona Monogatari 2012 * Sweet Memory (Fuji TV 2012)
- Ren'ai Neet ~Wasureta Koi no Hajimekata (TBS 2012)
- Hanayome (TBS 2012)
- Akujotachi no Mes (Fuji TV 2011)
- Nankyoku Tairiku (TBS 2011)
- The Tempest (NHK 2011)
- Utsukushii Rinjin (Fuji TV 2011)
- Mesen (Fuji TV 2010)
- 99-nen no Ai ~ Japanese Americans (TBS 2010)
- Trick Shinsaku Special 2 (TV Asahi 2010)
- Untouchable (TV Asahi 2009)
- MR. BRAIN (TBS 2009) odc.5,6
- Gokusen 3 SP (NTV 2009) jako Yamaguchi Kumiko
- Arifureta Kiseki (Fuji TV 2009)
- Nene jako Nene (TV Tokyo 2009)
- Gokusen 3 (NTV 2008) jako Yamaguchi Kumiko
- Joshi Deka! (TBS 2007)
- Himawari (TBS 2007)
- Shimane no Bengoshi (Fuji TV 2007)
- Erai Tokoro ni Totsuide Shimatta! (TV Asahi 2007)
- Komyo ga Tsuji (NHK 2006)
- Satomi Hakkenden (TBS 2006)
- Trick Shinsaku Special (TV Asahi 2005)
- Haru to Natsu (NHK 2005)
- Gokusen 2 (NTV 2005) jako Yamaguchi Kumiko
- Otouto (TV Asahi 2004)
- Tokyo Wankei (Fuji TV 2004)
- Ranpo R Ankoku Sei (NTV 2004)
- Trick 3 (TV Asahi 2003)
- Satokibi Batake no Uta (TBS 2003)
- Kao (Fuji TV 2003)
- Gokusen SP (NTV 2003) jako Yamaguchi Kumiko
- Musashi (NHK, 2003)
- Night Hospital (NTV 2002)
- Gokusen (NTV 2002) jako Yamaguchi Kumiko
- Trick 2 (TV Asahi 2002)
- Uso Koi KTV 2001)
- Ashita ga Arusa (NTV 2001)
- Face (NTV 2001)
- Trick (TV Asahi 2000)
- Aoi Tokugawa Sandai (NHK 2000)
- Nisennen no Koi (Fuji TV 2000)
- P.S. Genki desu, Shunpei (TBS 2000)
- Kimi to Ita Mirai no Tame ni (NTV 1999)
- Kamisama mousukoshi dake (Fuji TV 1998)
- Ten Urara (NHK 1998)
- Hashire Koumuin (Fuji TV 1998)
- Shiawaseiro Shashinkan (NHK 1998)
- DxD (NTV 1997)
- Akuryo Gakuen (Fuji TV 1997)
- Itazura na Kiss (TV Asahi 1996)
- Mou Gaman Dekinai! (Fuji TV 1996)

### Filmy
- Ikiru Machi (2018) jako DJ Misuzu (głos)
- Aibou: The Movie IV (2017)
- Tenku no Hachi (2015)
- Trick The Movie: Last Stage (2014)
- Giovanni's Island (Giovanni no Shima) (2014) - Sawako (głos)
- The Tempest 3D (2012)
- Ryujin Mabuyer The Movie Nanatsu no Mabui (2012)
- Abacus and Sword (Bushi no Kakeibo) (2010)
- FLOWERS (2010)
- Trick The Movie: Psychic Battle Royale (Gekijoban Trick: Reinosha Battle Royale) (2010)
- Tenohira no Shiawase (2010)
- Gokusen: The Movie (2009) jako Yamaguchi Kumiko
- Watashi wa Kai ni Naritai (2008)
- CHACHA Tengai no Onna (2007)
- Oh-oku: The Movie (2006)
- Trick: The Movie 2 (2006)
- Shinobi: Heart Under Blade (2005)
- G@me (2003)
- Trick: The Movie (2002)
- Ashita ga aru sa: The Movie (2002)
- Oboreru Sakana (2001)
- Love Song (2001)
- Ringu 0: Birthday jako Sadako (2000)
- Gamera 3: Incomplete Struggle (1999)
- Kidou Senkan Nadesico - The Prince of Darkness (1998) (głos)
- Love & Pop (1998)
- Haunted Junction (1997) (głos)
- Tomoko no Baai (1996)

## Dyskografia

### Albumy studyjne
- 1998 Tooi Hi no Melody (遠い日のメロディー)

### Single
- 1996 MOONLIGHT to DAYBREAK
- 1996 True Love Story ~Koi no You ni Bokutachi wa~ (トゥルー・ラブストーリー～恋のように僕たちは～)
- 1997 Kokoro ni Watashi ga Futari Iru (心に私がふたりいる)
- 1997 Makenai Ai ga Kitto Aru (負けない愛がきっとある)
- 1997 Tooi Hi no Melody (遠い日のメロディー)
- 1998 Aoi Tori (青い鳥)
- 2000 Birthday
- 2001 Aishiteru (愛してる) (Nakama Yukie with Takahashi Katsunori)
- 2006 Koi no Download (恋のダウンロード) (Nakama Yukie with Downloads)